# Trường Cao đẳng Điện tử – Điện lạnh Hà Nội
Trường Cao đẳng Điện tử - Điện lạnh Hà Nội là một cơ sở đào tạo và nghiên cứu thực nghiệm khoa học, có nhiệm vụ cung cấp một cơ cấu lao động đồng bộ cho ngành công nghiệp với trình độ Cao đẳng kỹ thuật, Trung cấp chuyên nghiệp, trung cấp nghề và sơ cấp nghề thuộc hệ thống giáo dục của Việt Nam.
Trường được nâng cấp trên cơ sở của Trường trung học Điện tử - Điện lạnh Hà Nội theo QĐ số 5194/QĐ-BGDĐT ngày 19/9/2006 của Bộ trưởng Bộ Giáo dục và Đào tạo, trụ sở trường tại 10 Nguyễn Văn Huyên - Phường Dịch Vọng - Cầu Giấy - Hà Nội.

## Lịch sử

### Các mốc phát triển
- Trường Trung sơ cấp Thủy lợi Hà Nội (Theo QĐ số 5162/QĐ-TCCQ ngày 6/10/1964 của UBHC Thành phố Hà Nội).
- Trường Trung học Thủy lợi Hà Nội (Theo QĐ số 649/QĐ-TC ngày 10/7/1974 của UBND Thành phố Hà Nội).
- Trường CNKT Thủy lợi Nông nghiệp Hà Nội (Theo QĐ số 22/QĐ-UB ngày 4/1/1978 của UBND Thành phố Hà Nội).
- Trường Kỹ thuật Điện tử Điện lạnh Hà Nội (Theo QĐ số 949/QĐ-UB ngày 7/5/1992 của UBND Thành phố Hà Nội).
- Trường Trung học Điện tử - Điện lạnh Hà Nội (Theo QĐ số 1498/QĐ-UB ngày 28/7/1994 của UBND Thành phố Hà Nội).
- Trường Cao đẳng Điện tử Điện lạnh Hà Nội (Theo QĐ số 5194/QĐ-BGDĐT ngày 19/9/2006 của Bộ trưởng Bộ Giáo dục và Đào tạo).[2]

### Hiệu trưởng qua các thời kỳ
- Nguyễn Loãng (1966 – 1968)
- Trần Đình Thường (1969 – 1969)
- Nguyễn Phát (1970 – 1971)
- Ngô Nên (1972 – 1987)
- Phạm Đức Kiệu (1987 – 1996)
- Ths Vũ Ngọc Tú (1997 - 2008)
- Nguyễn Văn Trên (2009 - 2012)
- Chu Khắc Huy (2013 - 2019)
- Ths Phạm Tiến Dũng (2020 - nay)

## Cơ cấu tổ chức

### Lãnh đạo trường hiện nay
- Phạm Tiến Dũng: Hiệu trưởng
- Nguyễn Thị Tuyết Thanh: Phó Hiệu trưởng

### Các phòng chức năng
- Phòng Tổ chức - Hành chính
- Phòng Đào tạo - Nghiên cứu khoa học
- Phòng công tác chính trị - Quản lý sinh viên
- Phòng Kế toán - Tài vụ.
- Phòng Quản trị.

### Các khoa
- Khoa Khoa học Cơ bản
- Khoa Kỹ thuật Viễn thông
- Khoa Công nghệ Thông tin
- Khoa Nhiệt lạnh
- Khoa Điện - Điện tử
- Khoa Kinh tế

### Các cơ sở phục vụ đào tạo
- Trung tâm Thư viện.
- Các xưởng: Thực hành, thực tập, phòng học đa chức năng, phòng thí nghiệm.

### Trung tâm trực thuộc trường
- Trung tâm đào tạo và hướng nghiệp.
- Trung tâm thông tin - thư viện

## Ngành nghề đào tạo

### Hệ Cao đẳng
- Công nghệ thông tin
- Công nghệ kỹ thuật điện, điện tử
- Công nghệ kỹ thuật điện tử, truyền thông
- Công nghệ kỹ thuật cơ điện tử
- Tự động hóa công nghiệp
- Kỹ thuật máy lạnh và điều hòa không khí
- Điện công nghiệp
- Điện tử công nghiệp

### Hệ Trung cấp
- Kỹ thuật máy lạnh và điều hoà không khí
- Tin học ứng dụng (các chuyên ngành: Tin học ứng dụng, Thiết kế đồ họa, Thiết kế trang web)
- Công nghệ kỹ thuật điện tử, viễn thông
- Điện công nghiệp

### Hệ song bằng (học song song chương trình THPT và Trung cấp)
- Tin học ứng dụng (các chuyên ngành: Tin học ứng dụng, Thiết kế đồ họa, Thiết kế trang web)
- Công nghệ kỹ thuật điện tử, viễn thông
- Điện công nghiệp

### Hệ Cao đẳng liên thông từ Trung cấp
- Kỹ thuật máy lạnh và điều hoà không khí
- Công nghệ kỹ thuật Nhiệt
- Điện công nghiệp

### Hệ Đại học liên thông từ Cao đẳng
- Kỹ thuật nhiệt
- Điện - Điện tử

## Cơ sở vật chất
- Diện tích trường đang quản lý sử dụng: 15000 m². Trong đó:
- Phòng học lý thuyết: 27 phòng 2120 m²
- Phòng học chuyên môn, thí nghiệm: 04 phòng 380 m².
- Xưởng thực hành chuyên ngành: 31 xưởng 4200 m².
- Thư viện: 01 phòng 300 m².
- Phòng phương pháp chuyên đề: 01 phòng 100 m².
- Phòng làm việc: 16 phòng 1000 m²
- Hội trường: 01 phòng 300 m².
- Nhà để xe: 04 cái.
- Sân bóng chuyền: 02 sân.
- Sân cầu lông: 02 sân.
- Sân bóng rổ: 01 sân

## Khẩu hiệu:
Cam kết đào tạo "Người lao động 6T": TRI THỨC - THÀNH THẠO - TỬ TẾ

## Sinh viên đại học:
Liên thông từ Trung cấp, Cao đẳng lên Đại học

## Các thành tích đạt được
- Năm 1996: Huân chương lao động hạng ba
- Năm 2001: Huân chương lao động hạng nhì
- Năm 2006: Huân chương lao động hạng nhất
- Năm 2016 : Huân chương Độc lập hạng Ba